# Lijst van oorlogsmonumenten in West Maas en Waal
De Nederlandse gemeente West Maas en Waal heeft 11 oorlogsmonumenten. Hieronder een overzicht.
| Nr.  | Object                                                 | Herdachte groep | Ontwerper                              | Onthulling      | Type            | Locatie                                    | Plaats             | Coördinaten                   | Foto              |
| ---- | ------------------------------------------------------ | --- | -------------------------------------- | --------------- | --------------- | ------------------------------------------ | ------------------ | ----------------------------- | ----------------- |
| 450  | Oorlogsmonument                                        | burgerslachtoffers, verzet Nederland | Federico Antonio Carasso (1899-1969)   |                 | gedenkmuur      | Rooijsestraat, 6621 AH                     | Dreumel            | 51° 50' 48" NB, 5° 25' 43" OL |                   |
| 486  | Monument voor Martien Derks                            | militairen in dienst van het Ned. Kon. 1940-1945 |                                        |                 | zuil            | Schoolstraat                               | Alphen aan de Maas | 51° 49' 16" NB, 5° 28' 24" OL |                   |
| 618  | Oorlogsmonument                                        | burgers voormalig Nederlands-Indië, militairen in dienst van het Ned. Kon. 1940-1945                                                                         | Peter Roovers (1902-1993)              |                 | beeld/sculptuur | Pleinstraatje                              | Maasbommel         | 51° 49' 12" NB, 5° 32' 36" OL | Oorlogsmonument   |
| 2399 | Monument voor het Regiment Stoottroepen                | militairen in dienst van het Ned. Kon. na 1945, militairen in dienst van het Ned. Kon. 1940-1945, verzet Nederland                                           | Fred Gips (kapel), René Coolen (beeld) | 9 oktober 1949  | plaquette       | Pastoor Zijlmansstraat 13                  | Beneden-Leeuwen    | 51° 52' 51" NB, 5° 31' 5" OL  | Meer afbeeldingen |
| 2511 | Monument voor het 7th Canadian Reconnaissance Regiment | geallieerde militairen |                                        | 1 december 2002 | zuil            | Waaldijk 40-41, 6621 KH                    | Dreumel            | 51° 51' 34" NB, 5° 25' 48" OL | Meer afbeeldingen |
| 3019 | Oorlogsmonument                                        | burgerslachtoffers, militairen in dienst van het Ned. Kon. na 1945                                                                                           |                                        | 4 mei 1986      | gedenksteen     | Dorpsstraat to 28, 6659                    | Wamel              | 51° 52' 52" NB, 5° 28' 10" OL | Meer afbeeldingen |
| 3141 | Oorlogsmonument                                        | militairen in dienst van het Ned. Kon. 1940-1945, burgerslachtoffers                                                                                         | Rovers                                 | 1950-5-14       | beeld/sculptuur | Molenstraat                                | Boven-Leeuwen      | 51° 52' 53" NB, 5° 32' 46" OL |                   |
| 3569 | Oorlogsmonument                                        | militairen in dienst van het Ned. Kon. na 1945, verzet Nederland, militairen in dienst van het Ned. Kon. 1940-1945, burgerslachtoffers, vervolgden Nederland |                                        | 1 mei 2010      | plaquette       | Maasdijk 24, 6629 KC                       | Appeltern          | 51° 49' 53" NB, 5° 35' 8" OL  | Oorlogsmonument   |
| 3759 | Gevelsteen aan de Zandstraat (1)                       | Militairen in dienst van het Ned. Kon. na 1945 |                                        |                 | gedenksteen     | Zandstraat 51, 6658 CM                     | Beneden-Leeuwen    | 51° 52' 58" NB, 5° 31' 10" OL |                   |
| 3760 | Gevelsteen aan de Zandstraat (2)                       | Verzet Nederland, Algemeen |                                        | 10 oktober 1946 | gedenksteen     | Zandstraat 51, 6658 CM                     | Beneden-Leeuwen    | 51° 52' 58" NB, 5° 31' 10" OL |                   |
|      | Oorlogsmonument en graven Beneden-Leeuwen              | Militairen in dienst van het Ned. Kon. 1940-1945, verzet Nederland, burgerslachtoffers                                                                       |                                        |                 | grafmonument    | R.K. begraafplaats, Pastoor Zijlmansstraat | Beneden-Leeuwen    | 51° 52' 52" NB, 5° 31' 1" OL  |                   |
|      | Verzetsmonument,                                       | verzet Nederland |                                        | 20 sept 2020    | gedenkteken     | R.K. begraafplaats, Pastoor Zijlmansstraat | Beneden-Leeuwen    | 51° 52' 52" NB, 5° 31' 1" OL  |                   |

Aalten ·
Apeldoorn ·
Arnhem ·
Barneveld ·
Berg en Dal ·
Berkelland ·
Beuningen ·
Bronckhorst ·
Brummen ·
Buren ·
Culemborg ·
Doesburg ·
Doetinchem ·
Druten ·
Duiven ·
Ede ·
Elburg ·
Epe ·
Ermelo ·
Harderwijk ·
Hattem ·
Heerde ·
Heumen ·
Lingewaard ·
Lochem ·
Maasdriel ·
Montferland ·
Neder-Betuwe ·
Nijkerk ·
Nijmegen ·
Nunspeet ·
Oldebroek ·
Oost Gelre ·
Oude IJsselstreek ·
Overbetuwe ·
Putten ·
Renkum ·
Rheden ·
Rozendaal ·
Scherpenzeel ·
Tiel ·
Voorst ·
Wageningen ·
West Betuwe ·
West Maas en Waal ·
Westervoort ·
Wijchen ·
Winterswijk ·
Zaltbommel ·
Zevenaar ·
Zutphen